# Philocaenus bifurcus
Philocaenus bifurcus är en stekelart som beskrevs av Van Noort 1994. Philocaenus bifurcus ingår i släktet Philocaenus och familjen fikonsteklar.
Artens utbredningsområde är Kenya. Inga underarter finns listade i Catalogue of Life.